# Stolnica sv. Martina, Bratislava
Stolnica svetega Martina (slovaško Katedrála svätého Martina, madžarsko Szent Márton-dóm ali Koronázó templom, nemško Kathedrale des Heiligen Martin) je cerkev v Bratislavi na Slovaškem in stolnica katoliške nadškofije v Bratislavi.
Stoji na zahodni meji zgodovinskega mestnega jedra pod Bratislavskim gradom. Je največja in ena najstarejših cerkva v Bratislavi, znana predvsem po tem, da je bila med letoma 1563 in 1830 cerkev za kronanja Ogrske kraljevine.
Skupaj z gradom na sosednjem hribu in nekoliko podobna v svojih osupljivih, a dokaj ostrih gotskih linijah in barvah, 85 m zvonik sv. Martina dominira nad obzorjem starega mesta. Stolp je bil tako rekoč del mestnih utrdb, vgrajen v obrambno obzidje mesta.
Tako kot pri gradu je tudi okolica sv. Martina nepozabna kot stavba sama. V primeru stolnice to vključuje slikovite ostanke gospodarskih poslopij na prostornem stopničastem dvorišču in delujoče semenišče z oblečenimi študenti na tlakovani stranski ulici.
Majhna, a pomembna soseda srolnice je spomenik sinagogi, ki je stoletja stala poleg, dokler je komunistična vlada okoli leta 1970 ni porušila, da bi naredila prostor za nov most Nový Most. Stolnica vsebuje ostanke svetega Janeza Usmiljenega, ki je umrl v začetku 7. stoletja.

## Zgradba, oblika in značilnosti
Cerkev je sestavljena iz treh ladij, ki jih delita dve vrsti po osem stebrov. Njena skupna tlorisna površina je 69,37 m × 22,85 m z največjo višino 16,02 m. Stolp je visok 85 m in je bil nekoč del srednjeveških mestnih utrdb. Stolnica je zgrajena v tradicionalni obliki latinskega križa.
Skupaj z gradom na sosednjem hribu in nekoliko podoben v svojih presenetljivih, a dokaj ostrih gotskih linijah in barvah, 85 m visok zvonik sv. Martina dominira nad obzorjem starega mesta. Stolp pokriva replika ogrske krone, ki počiva na pozlačeni blazini.
Na oltarju dominira konjeniška kiparska skupina, ki prikazuje sv. Martina v značilni ogrski huzarski obleki. Svetnik raztrga svoj plašč, da bi del dal beraču kot zaščito pred mrazom.

## Zgodovina gradnje
Dolgo pred zgraditvijo stolnice je bilo mesto križišče cest in je vsebovalo nekdanje središče mesta, tržnico in verjetno tudi kapelo. Bogoslužje je potekalo na Bratislavskem gradu, kjer sta imela sedež kapitelj in predstojnik. Ker so obiski postali vse manj znosni in je bila varnost gradu ogrožena, je ogrski kralj Emerik Ogrski zaprosil papeža Inocenca III. za dovoljenje za premestitev proštijskega urada v predgradje, kar je papež leta 1204 privolil. Cerkev je bila prestavljena leta 1221 in je bila prvotno zgrajena v romanskem slogu in posvečena svetemu Odrešeniku.
Ko je naselje preraslo v mesto in leta 1291 dobilo dodatne privilegije, je svetišče postalo nezadostno za njegove potrebe. Gradnja nove gotske stolnice se je začela leta 1311 na mestu prejšnje cerkve in sosednjega pokopališča.
Gradnja se je zaradi težavnosti gradnje in pomanjkanja sredstev nadaljevala do leta 1452. Za obdobje v začetku 15. stoletja se je gradnja ustavila zaradi husitskih vojn. Leta 1452 je bila cerkev končno dokončana in posvečena, vendar so se dela nadaljevala do 16. stoletja. V tem obdobju so v 15. stoletju dodali nov dolg prezbiterij in gotske kapele češke kraljice Sofije in svete Ane.
Dodatki k svetišču iz 18. stoletja vključujejo baročno kapelo sv. Janeza Usmiljenega in služi kot mavzolej. Zgrajena je bila po ceni 2000 kosov zlata na stroške kardinala Emerica Esterházyja, leta 1744 pa je bila dodana znamenita baročna konjeniška skulptura sv. Martina. Obe deli je zasnoval Georg Rafael Donner.
Leta 1760 je v vrh gotskega stolpa udarila strela in ga je kasneje zamenjal baročni stolp, ki je bil kasneje uničen v požaru leta 1835 in rekonstruiran leta 1847 (z nekaterimi spremembami), na vrhu pa je bila krona svetega Štefana.
Današnjo podobo je cerkev dobila v letih od 1869 do 1877, ko so jo po požaru, vojni, potresu in drugih nesrečah pregotizirali.

## Kronanja
Stolnica je leta 1563 postala cerkev za kronanja vladarjev Ogrskega kraljestva in je nasledila cerkev Device Marije v Székesfehérvárju, potem ko je to mesto osvojilo Osmansko cesarstvo. 8. septembra 1563 je bila krona svetega Štefana položena na glavo Maksimilijana II., sinu cesarja Ferdinanda I. Habsburškega. Med letoma 1563 in 1830 je tukaj potekalo skupno kronanje 11 kraljev in kraljic ter 8 njihovih soprog, vključno s kronanjem Marije Terezije Avstrijske.
Seznam kronanih kraljev/kraljic in njihovih soprog z datumi v oklepajih:
| - Maximilian II. (8. september 1563) - Maria, žena Maksimilijana II. (9. september 1563) - Rudolf II. (25. september 1572) - Matija Habsburški (19. november 1608) - Ana Tirolska, Matijeva žena (25. marec 1613) - Ferdinand II. (1. julij 1618) - Eleonore, druga žena Ferdinanda II. (26. julij 1622) - Maria Anna Španska, prva žena Ferdinanda III. (14. februar 1638) - Ferdinand IV. (16. junij 1647) - Eleanor, tretja žena Ferdinanda III. (6. junij 1655) | - Leopold I. (27. junij 1655) - Joseph I. (9. december 1687) - Karel III. (22. maj 1712) - Elisabeth Christine, žena Karla III. (18. oktober 1714) - Marija Terezija (25. junij 1741) - Leopold II. (15. november 1790) - Maria Ludovika, tretja žena Franc I. (7. september 1808) - Caroline Augusta, četrta žena Franca I. (25. september 1825) - Ferdinand V. (28. september 1830) |

## Krona svetega Štefana
Na vrhu stolpa je pozlačena replika krone sv. Štefana. Postavljena je bila leta 1847 po obnovi poškodovanega stolpa v spomin na pomen stolnice kot cerkve za kronanja. Tehta 150 kg, meri več kot 1 m v premeru in počiva na 1,2 m × 1,2 m pozlačeni blazini in je visoka 1,64 m. Blazina in krona vsebujeta skupaj 8 kg zlata in sta bila obnovljena avgusta 2010.

## Katakombe, kripte in grobnice
Ker je bila stolnica zgrajena nad pokopališčem, vsebuje katakombe neznane dolžine in kripte, v katerih so grobovi številnih pomembnih zgodovinskih osebnosti, do 6 m pod cerkvijo. Do danes so odkrili tri kripte:
- Družinska kripta Pálffy (krypta rodiny Pálffy) je pod glavnim oltarjem (svetiščem) in je dostopna z zunanje strani. Vhod v to kripto je na severni strani stolnice in je prekrit z belo marmorno ploščo z grbom družine Pálffy. Zgoraj je nagrobna plastika Jána Draškovcha iz leta 1613, ki prikazuje viteza v oklepu in školjki. Rodbina Pálffy je bila v Bratislavi opazna, saj je bila dedna lastnica bratislavskega gradu.
- Jezuitska kripta (Jezuitská krypta) je dostopna iz kapele sv. Ane in je pod cesto med stolnico in sosednjim semeniščem.
- Nadškofova kripta (Arcibiskupská krypta) je dostopna iz kapele sv. Ane in je edina kripta, odprta za javnost. Razveja se v štiri hodnike pod ladjo v smeri ulice Kapitulská in vsebuje več kot 90 grobov.

Skozi stoletja so se grobnice stolnice napolnile s številnimi pomembnimi osebnostmi, kot so cerkveni dostojanstveniki, predsedniki zgodovinske pokrajine Pozsony, pa tudi Jozef Ignác Bajza, avtor prvega slovaškega romana, pa tudi z desetinami škofov, kanonikov, francoskih duhovnikov beg pred francosko revolucijo in številni ljudje zunaj katoliške cerkve.

## Danes
Danes cerkev propada zaradi tresljajev, ki jih povzroča gost promet na priključku na bližnji most Most SNP. Obnova se je začela leta 1997, stolnica pa je od 11. novembra 2002 državni kulturni spomenik.
Od leta 2003 gosti festival Korunovačné slávnosti (Kronanjski prazniki), ki ponovno uprizarja kronanje enega od monarhov, okronanih v stolnici. Od leta 1995 do februarja 2008 je bila konkatedrala nadškofije Bratislava-Trnava.

## Galerija
- Pogled na celotno stavbo
- Pogled od spredaj
- Kip svetega Martina
- Notranjost
- Glavni oltar
- Vitraji
- Stolp